# بيه دو فيفر (كيبك)
بيه دو فيفر (بالإنجليزية: Baie-du-Febvre, Quebec)‏ هي بلدية محلية في كيبيك تقع في كندا في Nicolet-Yamaska Regional County Municipality. يقدر عدد سكانها بـ 1,010 نسمة ومساحتها 173.20 كم2 .